# Echiochilon
Echiochilon es un género de plantas con flores perteneciente a la familia Boraginaceae. Comprende 16 especies.

## Descripción
Son plantas perennes. Cáliz persistente, 5-partito. Corola zigomorfa, los lóbulos más cortos que el tubo. El estigma superado por la punta estéril de estilo. Gynobase ± piramidal. Loa frutos son núculas.

## Taxonomía
El género fue descrito por René Louiche Desfontaines y publicado en Flora Atlantica 1: 166. 1798.

## Especies seleccionadas
- Echiochilon adenophorum
- Echiochilon albidum
- Echiochilon arabicum
- Echiochilon arenarium